# Синая

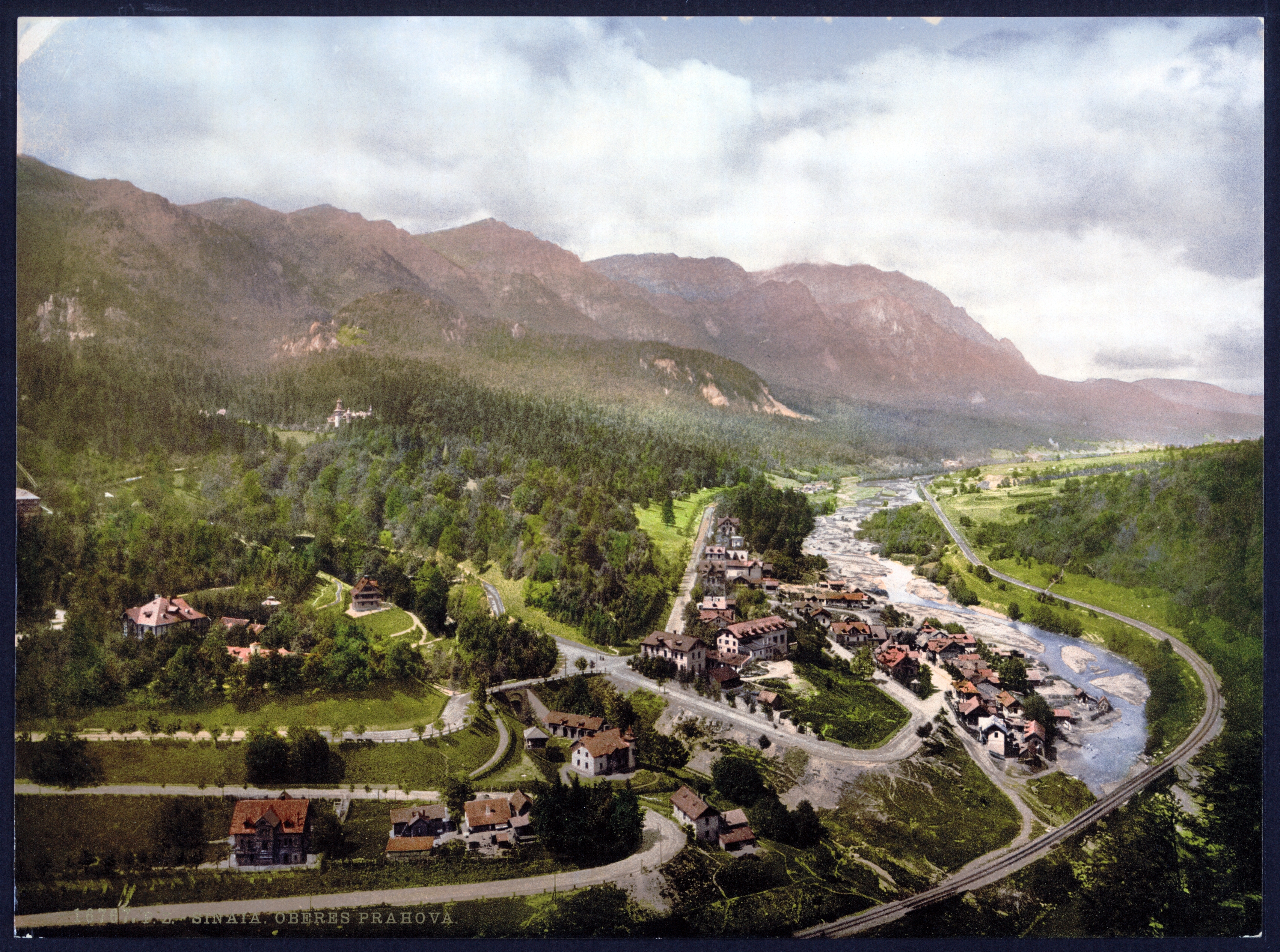

Сина́я (рум. Sinaia) — город в жудеце Прахова в Румынии. Известен как горнолыжный курорт. Население 14 636 человек.
Город получил своё название от монастыря Синая, вокруг которого образовался.
В 1866 году господарь Соединённых княжеств Молдавии и Валахии, будущий король Румынии Кароль I решил построить себе рядом с Синайским монастырем летнюю резиденцию — замок Пелеш. С тех пор вокруг монастыря и замка постепенно развивался город-курорт Синая, который стал одним из частых мест пребывания королевской семьи. В дальнейшем, с развитием горнолыжных трасс, Синая становится и зимним горнолыжным курортом c почти двадцатью высокогорными лыжными трассами различной сложности.
Здесь также находится вилла знаменитого румынского композитора Джордже Энеску.
С 1912 по 1944 год в городе действовало знаменитое Казино Синая, которое было закрыто после смены власти в Румынии.